# Natividade (Josefa de Óbidos)
Natividade é um óleo sobre cobre, da autoria de pintora Josefa de Óbidos. Foi pintado em 1650 a 1660 e mede 21 cm de altura e 16 cm de largura.
A obra pertence a um coleccionador particular.